# Kamil Łączyński
Kamil Łączyński, né le 17 avril 1989, à Varsovie, en Mazovie, est un joueur polonais de basket-ball. Il évolue au poste de meneur. 

## Carrière
Łączyński commence sa carrière en 2005 au Polonia Varsovie.
Entre 2011 et 2015, il joue pour AZS Koszalin, Krosno (en), Rosa Radom et Kutno (en).
Le 4 juin 2018, Łączyński remporte son premier titre de champion de Pologne avec l'Anwil Włocławek après avoir battu Stal Ostrów Wielkopolski 65 à 73 au match 6 des finaes. Il est nommé MVP des finales avec des moyennes de 10,8 points et 4,8 passes décisives sur les six matches de la série.
Le 22 août 2019, il reste dans le championnat polonais et signe au Śląsk Wrocław.
Entre le 31 août et le 16 septembre 2019, il participe à la Coupe du monde 2019 avec l'équipe nationale de Pologne.

## Palmarès

### En club
- Champion de Pologne 2018
- Vainqueur de la supercoupe de Pologne 2017

### Distinctions personnelles
- Meilleur passeur de la ligue des champions 2018-2019
- MVP des finales du championnat polonais 2018